# Butler, Missouri
Butler är administrativ huvudort i Bates County i Missouri. Orten har fått sitt namn efter militären och politikern William Orlando Butler.